# Alfred Wittenberg (violinista)
Alfred Wittenberg   (Breslau, 14 de gener de 1880 - Shanghai, 18 de juliol de 1952) va ser un violinista, pianista i educador musical alemany.
Wittenberg va néixer en una família jueva. Era una meravella d'infant, el nen de deu anys va actuar en un concert amb un concert per a violí de Mendelssohn i un concert per a piano de Chopin. Va estudiar a la Universitat de les Arts de Berlín amb Joseph Joachim. El 1901, va rebre el premi Felix Mendelssohn Bartholdy (amb beca) per al violí. Va tocar al "Staatskapelle Berlin" del "Staatsoper Unter den Linden" de Berlín.
Com a violinista, Wittenberg va formar part de trios de piano amb Frederich Lamond i Joseph Malkin, amb Anton Hekking i Artur Schnabel (més tard Clarence Adler) i amb Heinrich Grünfeld i Moritz Mayer-Mahr. El 1921, John Fernström va estudiar amb ell.
Després del Machtergreifung pels nazis, Wittenberg va viure a Dresden, on el "Jüdischer Kulturbund" va organitzar nombroses activitats musicals. Wittenberg hi va fundar un trio de piano amb Walter Goldmann i Paul Blumfeld.
El 1939, Wittenberg va aconseguir emigrar a Xangai amb la seva dona i la seva sogra. Se li va donar l'oportunitat d'organitzar una vetllada musical amb dos músics jueus, a través de la qual es va fer famós i va aconseguir alumnes. El 1941, abans que esclatés la guerra del Pacífic, un estudiant li va oferir una vida als EUA amb bones oportunitats laborals, casa i cotxe, però Wittenberg volia quedar-se a Xangai. Després de l'ocupació de Xangai pels japonesos, va haver de traslladar-se amb la seva família a un allotjament molt limitat a la "zona d'aïllament" per als jueus. Després de la guerra va ensenyar al Conservatori de Música de Xangai del Conservatori Central de Música.
Wittenberg va morir d'un atac de cor després d'un col·lapse mentre tocava el violí a Xangai als 72 anys.
El director de cinema Chen Yifei va retratar la colònia jueva de Xangai i sobretot Alfred Wittenberg en el seu documental Escape to Shanghai (1999), en el qual altres personatges principals eren els estudiants de Wittenberg, el pianista Ming-Qiang Li i el violinista austríac Heinz Grünberg.